# Пионерский (Амурская область)
Пионе́рский — посёлок в Мазановском районе Амурской области России. Входит в состав Новокиевского сельсовета.

## География
Посёлок Пионерский стоит на левом берегу протоки Увальская (левобережная протока реки Селемджа, впадающая в Зею в 6 км западнее посёлка).
Через посёлок проходит автодорога областного значения, соединяющая город Свободный и посёлок Серышево с «северным» Селемджинским районом.
Посёлок расположен в 6 км к северу от районного центра Мазановского района села Новокиевский Увал.
На северо-восток от посёлка Пионерский (вверх по левому берегу Селемджи) идёт дорога к селу Путятино.

## Население
| 2002 | 2010 | 2012 | 2013 | 2014 | 2015 | 2016 |
| ---- | ---- | ---- | ---- | ---- | ---- | ---- |
| 225  | ↗382 | ↘361 | ↘338 | ↘309 | ↘283 | ↘271 |
| 2017 | 2018 |      |      |      |      |      |
| ↗275 | ↗281 |      |      |      |      |      |

## Улицы
| - ул. Новая, - ул. Северная, | - ул. Центральная, - ул. Южная. |